# 王質 (南朝)
王 質（おう しつ、511年 - 570年）は、南朝梁から陳にかけての武将。字は子貞。本貫は琅邪郡臨沂県。

## 経歴
王琳と義興昭長公主蕭令嫕（南朝梁の武帝の同母妹）のあいだの子として生まれた。南朝梁の武帝の外甥として甲口亭侯に封じられ、国子周易生となった。秘書郎・太子舎人・尚書殿中郎をつとめた。母が死去すると、辞職して喪に服し、孝行で知られた。喪が明けると、太子洗馬・東宮領直に任じられた。太子中舎人・太子中庶子を歴任した。
太清元年（547年）、仮節・寧遠将軍の位を受け、東宮の兵を率い、貞陽侯蕭淵明の北伐に従軍した。蕭淵明が敗北すると、王質は単身で逃げ帰った。太清2年（548年）、侯景の乱が起こると、王質は水軍を率いて侯景の進攻をはばんだ。侯景が長江を渡ると、王質は敗走した。まもなく兵を率いて建康の宣陽門外に駐屯した。侯景軍が建康に到達すると、王質は戦わずに逃亡し、髪を剃って沙門を装い、民間に潜伏した。太清3年（549年）、柳仲礼らが建康の援軍として長江南岸にやってくると、王質は部隊を糾合して柳仲礼に従った。
建康が陥落すると、王質は江陵に逃れ、元帝の下で右長史となり、河東郡太守を兼ねた。まもなく侍中となった。後に持節・都督呉州諸軍事・寧遠将軍・呉州刺史として出向し、鄱陽郡内史を兼ねた。
承聖3年（554年）、江陵が西魏の侵攻を受けて陥落すると、侯瑱が湓城に駐屯したが、王質と合わず、偏将の羊亮を派遣して王質を追放させた。王質は部下を率いて留異を頼った。陳蒨が会稽郡に駐屯すると、兵を出して王質を助け、信安県に駐屯させた。
永定2年（558年）、王質は陳霸先の命を受けて部下を率いて豫章に進出し、都督周文育の下で王琳を討った。王質はもともと王琳と仲が良かったため、王琳とひそかに連絡していると讒訴された。陳霸先は周文育に王質を処断するよう命じたが、周文育は王質を弁護して陳霸先に言上したため、その命令は撤回された。まもなく散騎常侍・晋陵郡太守に任じられた。
永定3年（559年）、陳蒨（文帝）が即位すると、王質は召還されて五兵尚書を代行した。天嘉3年（562年）、安成王陳頊が揚州刺史となると、王質はその下で仁威将軍・驃騎府長史となった。天康元年（566年）、陳伯宗（廃帝）が即位すると、王質は陳頊の下で司徒左長史となった。博徒を召集した罪で免官となった。まもなく通直散騎常侍となり、太府卿・都官尚書に転じた。
太建2年（570年）、死去した。享年は60。諡は安子といった。

## 伝記資料
- 『陳書』巻18 列伝第12
- 『南史』巻23 列伝第13